# Satchelliella trivialis
Satchelliella trivialis är en tvåvingeart som först beskrevs av Eaton 1893.  Satchelliella trivialis ingår i släktet Satchelliella och familjen fjärilsmyggor. Arten är reproducerande i Sverige. Inga underarter finns listade i Catalogue of Life.